# Mas d'en Bruno
El Mas d'en Bruno, o Mas de Sant Bru, és un mas situat al municipi de Torroja del Priorat, a la comarca catalana del Priorat, protegit com a bé cultural d'interès local.

## Descripció
Conjunt d'edificis de paredat i maó, presidits per un cos principal, de planta aproximadament quadrada i cobert per una teulada a dues vessants. La façana és arrebossada. L'edifici principal té planta baixa, dos pisos i golfes, amb una portalada dovellada sobre la qual figura un cor coronat per una creu i la data de 1797. Les obertures es concreten en balcons i finestres, en arc de mig punt les de les golfes. Els edificis auxiliars són adossats al principal, de planta baixa i golfes, destinats a cellers, graners i estables amb un tancat a la part posterior, descobert per a tancar-hi els ramats. Hi ha un edifici de construcció recent davant del principal destinat a la recria de pollastres.

## Història
Segurament l'edifici actual és continuació d'una construcció modesta anterior, ampliada arran de l'expansió demogràfica del segle xviii. Era habitat de forma permanent i tenia un cert interès per als dos municipis limítrofs de La Morera de Montsant i Torroja del Priorat, ja que fou objecte d'un plet entre ambdós el 1842, resolt per la Diputació Provincial a favor del darrer.
Fou objecte de modificacions en època indeterminada, amb el tancament de finestres, ampliació d'edificis, etc. i el mas restà deshabitat durant els darrers anys. Actualment, l'any 1985, s'ha construït un nou edifici per a la recria de pollastres i és habitat d'una forma més o menys permanent. La construcció de la carretera de Torroja a Scala Dei el 1979 ha estat decisiva per a una revaloració del mas, atès que hi passa pel costat.